# Box of Tricks
Box of Tricks – wydany 11 maja 1992 roku przez firmę Star Direct zestaw dla fanów Queen. Był rozprowadzany wyłącznie drogą pocztową. W zestawie znajdowały się: czarna koszulka z nazwą zespołu, naszywka, odznaka pokryta emalią, plakat zawierający reprodukcje okładek wydawnictw zespołu: wszystkich singli i albumów, książka ze zdjęciami z całej historii zespołu, wideokaseta Live at the Rainbow oraz CD (lub audio), zawierające remiksy dwunastu utworów Queen.

## Live at the Rainbow
1. „Procession” (Playback)
2. „Now I'm Here”
3. „Ogre Battle”
4. „White Queen”
5. „In The Lap Of The Gods”
6. „Killer Queen”
7. „The March Of The Black Queen”
8. „Bring Back That Leroy Brown”
9. „Son And Daughter”
10. „Brighton Rock”
11. „Father To Son”
12. „Keep Yourself Alive”
13. „Liar”
14. „Son And Daughter”
15. „Stone Cold Crazy”
16. „In The Lap Of The Gods... Revisited”
17. „Jailhouse Rock”
18. „God Save The Queen”

## The 12" Collection
1. "Bohemian Rhapsody" (Mercury)
2. "Radio Gaga" (Extended Version) (Taylor)
3. "Machines (Or Back To Humans) (12"Instrumental) (Taylor/May)
4. "I Want To Break Free" (Extended Mix) (Deacon)
5. "It's A Hard Life" (12"Extended) (Mercury)
6. "Hammer To Fall" (The Headbangers Mix) (May)
7. "Man On The Prowl" (Extended Version) (Mercury)
8. "A Kind Of Magic (Extended Version) (Taylor)
9. "Pain Is So Close To Pleasure" (12"Version) (Mercury\Deacon)
10. "Breakthru" (Extended Version) (Taylor)
11. "The Invisible Man" (12"Version) (Taylor)
12. "The Show Must Go On" (May)